# U-407
Unterseeboot 407 foi um submarino alemão do Tipo VIIC, pertencente a Kriegsmarine que atuou durante a Segunda Guerra Mundial.

## Comandantes
| Comandante                  | Data                                           |
| --------------------------- | ---------------------------------------------- |
| Kptlt. Ernst-Ulrich Brüller | 18 de dezembro de 1941 - 14 de janeiro de 1944 |
| Oblt. Hubertus Korndörfer   | 14 de janeiro de 1944 - 8 de setembro de 1944  |
| Oblt. Hans Kolbus           | 9 de setembro de 1944 - 19 de setembro de 1944 |

## Subordinação
Durante o seu tempo de serviço, esteve subordinado às seguintes flotilhas:
| Período                                        | Flotilha                                   |
| ---------------------------------------------- | ------------------------------------------ |
| 18 de dezembro de 1941 - 31 de agosto de 1942  | 5. Unterseebootsflottille (treinamento)    |
| 1 de setembro de 1942 - 30 de novembro de 1942 | 9. Unterseebootsflottille (serviço ativo)  |
| 1 de dezembro de 1942 - 19 de setembro de 1944 | 29. Unterseebootsflottille (serviço ativo) |

## Operações conjuntas de ataque
O U-407 participou das seguinte operações de ataque combinado durante a sua carreira:
- Rudeltaktik Vorwärts (25 de agosto de 1942 - 26 de setembro de 1942)
- Rudeltaktik Tiger (26 de setembro de 1942 - 28 de setembro de 1942)
- Rudeltaktik Delphin (4 de novembro de 1942 - 10 de novembro de 1942)
- Rudeltaktik Wal (10 de novembro de 1942 - 15 de novembro de 1942)